# 죽음의 그림자
죽음의 그림자(The First Deadly Sin)는 미국에서 제작된 브라이언 G. 휴튼 감독의 1980년 영화이다. 프랭크 시나트라 등이 주연으로 출연하였고 조지 파파스 등이 제작에 참여하였다. 방영명은 집념의 노형사이다.

## 출연

### 주연
- 프랭크 시나트라
- 페이 더너웨이

### 조연
- 제임스 휘트모어
- 데이빗 듀크
- 브렌다 바카로
- 마틴 게이벨
- 안소니 저브

## 제작진
- 원작자: 로렌스 샌더스
- 협력프로듀서: 프레드 C. 카루소
- 의상: 게리 존스